# سونی اریکسون کی۲۰۰
سونی اریکسون کی۲۰۰ (به انگلیسی: Sony Ericsson K200)، یک‌نمونه از گوشی‌های تلفن همراه سری کی (به انگلیسی: K) شرکت سونی اریکسون می‌باشد که توسط همین شرکت به بازار عرضه شده‌است. 